# Adelsheim
Adelsheim är en stad i Neckar-Odenwald-Kreis i regionen Rhein-Neckar i Regierungsbezirk Karlsruhe i förbundslandet Baden-Württemberg i Tyskland.
Staden ingår i kommunalförbundet Seckachtal tillsammans med kommunen Seckach.